# Кръстац (община Будва)
Кръстац (на сръбски: Крстац) е село в Черна гора, разположено в община Будва. Намира се на 943 метра надморска височина. Населението му според преброяването през 2011 г. е 10 души, от тях: 8 (80,00 %) черногорци.

## Население
Численост на населението според преброяванията през годините:
- 1948 – 52 души
- 1953 – 56 души
- 1961 – 48 души
- 1971 – 38 души
- 1981 – 13 души
- 1991 – 7 души
- 2003 – 18 души
- 2011 – 10 души